# 楠田大蔵
楠田 大蔵（くすだ だいぞう、1975年〈昭和50年〉4月20日 - ）は、日本の政治家。福岡県太宰府市長（第11代）。衆議院議員（3期）、防衛大臣政務官（鳩山由紀夫内閣・菅直人内閣）を務めた。
父は筑紫野市長などを務めた楠田幹人。

## 来歴
福岡県筑紫野市生まれ。久留米大学附設中学校・高等学校卒業後、2年間の浪人生活を経て、東京大学に入学。2000年、東京大学法学部を卒業し、住友銀行に入行。退職後に国家公務員試験Ⅰ種に合格し、27歳で羽田孜元首相の秘書に転じた。
2003年の第43回衆議院議員総選挙に福岡5区から民主党公認で出馬。自由民主党の原田義昭に敗れたが、重複立候補していた比例九州ブロックで復活し、初当選した。
2005年の第44回衆議院議員総選挙にも福岡5区から出馬するが、再び原田に敗れ、比例復活もならず落選した。2006年12月19日、北橋健治が北九州市長選挙への出馬に伴い議員辞職したので、同年12月27日、比例九州ブロック次点の楠田が繰り上げ当選した。
2009年の第45回衆議院議員総選挙では福岡5区で原田を破り、初めて選挙区で当選した。選挙後に発足した鳩山由紀夫内閣で防衛大臣政務官に任命され、菅直人内閣まで務めた。
2011年8月26日、菅直人首相が民主党代表辞任を正式に表明。菅の辞任に伴う代表選挙（8月29日投開票）では鹿野道彦の推薦人に名を連ねた。鹿野は1回目の投票で4位になり、鹿野陣営の多くは決選投票で野田佳彦に投じ、野田が代表に選出された。
2012年の第46回衆議院議員総選挙では、福岡5区で前回総選挙から9万票以上の票を減らし、自民党元職の原田に約6万票の大差をつけられ、比例復活もできず落選した。2013年12月16日、民主党を離党する意向を表明。
2014年の第47回衆議院議員総選挙に際し、民主党に復党し同党から出馬したが、福岡5区で再び自民党の原田に敗れ、比例復活もできず落選した
。
2017年の第48回衆議院議員総選挙に際し、前原誠司民進党代表が9月27日、民進党を事実上解党し、希望の党からの立候補を容認する方針を表明。9月29日、楠田も希望の党から出馬する意向を表明し、同党の公認を受けて福岡5区から出馬。公示から7日後の10月17日、自身のFacebookに「希望の党は、排除発言や踏み絵問題で野党を突然バラバラにした結果、多くの候補者が混乱し、最終的に有権者の選択も迷わすことになっている」と投稿し、離党も辞さない覚悟であると公言した。この投稿の真意を問う産経新聞の取材に対しては「警鐘を鳴らしたかった。民進党の支持者やスタッフも不満を持っている。危機感の中で出た発言だ」と釈明し、選挙期間中の離党については「公認候補であり、責任放棄になるのであり得ない」と否定した。開票の結果、前回よりも得票を伸ばしたものの、自民党の原田に敗れ、比例復活もできず落選した。
2017年12月12日、太宰府市議会が芦刈茂市長に対し、同年10月に続き2度目の不信任決議を可決し、地方自治法の規定により芦刈は失職。芦刈は失職に伴う市長選に出馬の意向を示していたが、1月13日に開催された立候補予定者の討論会の席上で突如、不出馬を表明した。その際、「市民派の私と楠田氏の一本化で木村氏（前太宰府市教育長）への勝機を見いだしたいと思い、決断した」「若い楠田氏に期待したい」と述べ、楠田への支持を表明したが、楠田自身は「芦刈氏と選挙協力の話は全くしていない」と強調し、「選挙戦は混乱を招いた当事者と、当事者でなかった私が争う構図で、2人になっても変わらない」とした。
2018年1月28日に太宰府市長選が投開票され、自民・公明両党の推薦を受けた前太宰府市教育長を破り、楠田が当選した。1月29日、太宰府市役所に初登庁した。
2021年12月5日告示の太宰府市長選挙では楠田のほかに立候補の届け出がなく、無投票での再選が決まった。
2025年6月20日、太宰府市の次期市長選挙には立候補しないと表明した。

## 政策・主張
- 第9条を含む日本国憲法の改正に賛成[27]。
- 憲法への緊急事態条項の創設に賛成[27]。
- 参議院議員通常選挙で隣接する県を一つの選挙区にする「合区」をなくすための憲法改正に賛成[27]。
- アベノミクスを評価しない[27]。
- 日本の原子力発電について「当面は必要だが、将来的には廃止すべき」としている[27]。
- カジノの解禁に反対[27]。
- 非核三原則の「持ち込ませず」の部分について「議論すべき」としている[27]。
- 健康増進法を努力規定ではなく義務規定として、受動喫煙防止を徹底することに反対[28]。

## その他
2015年に日本遺産に登録された太宰府市を含む「西の都」が2025年2月に認知度不足を理由として取り消されたことについて、自身のブログで「国や県を代表する思いで観光客を受け入れてきた」と主張している。
2025年2月、市の予算案の中に「闇バイト対策費」として1億円を計上した。定例会では「絶対、許すことはできません」と発言した。